# Самійлове
Самі́йлове — село Новоазовської міської громади Кальміуського району Донецької області, Україна. Відстань до райцентру становить близько 26 км і проходить автошляхом місцевого значення. Під окупацією самопроголошеної ДНР.

## Географія
На південний схід від населеного пункту проходить кордон між Україною та Росією.

## Загальні відомості
Самійлове підпорядковане Самійлівській сільській раді. Самійлове розташоване за 63 км від залізничної станції Сартана. Населення — 573 осіб. Сільській раді підпорядковані також населені пункти Ванюшкине, Клинкине, Ковське, Щербак.
Колгосп «Маяк», центральна садиба якого розміщена у Самійловому, має 5262 га орної землі. Вирощуються переважно зернові та технічні культури. Розвинуте овочівництво, м'ясо-молочне тваринництво.
В селі — загальноосвітня школа І-ІІІ ступенів, будинок культури на 400 місць, бібліотека. Відкрито дитячі ясла.
Код КОАТУУ — 1423686601. Поштовий індекс — 87630. Телефоний код — 6296.

## Історія
Засноване село в 30-х роках XIX століття.
2 липня 2014-го під час мінометного обстрілу блокпосту біля села Самійлове Новоазовського району Андрій Бровінський закрив собою брата, Олександр відбувся тяжкою контузією. Окрім Олександра Бровінського, поранено ще троє людей.
Із серпня 2014 р. перебуває на території, яка тимчасово окупована російськими терористичними військами.

## Населення
- 1970 — 389 осіб.
- 1976 — 536 осіб.
- 2001 — 573 осіб.

За даними перепису 2001 року населення села становило 573 особи, з них зазначили рідною мову
- російська мова — 329 осіб. (57,42%)
- українська мова — 241 осіб. (42,06%)
- вірменська мова — 1 особа (0,17%)

.